# Unternehmen Zigeunerbaron
Das Unternehmen Zigeunerbaron war der Tarnname einer militärischen Operation der deutschen Wehrmacht im Zweiten Weltkrieg gegen sowjetische Partisanen im Raum südlich Brjansk vom 15. Mai bis 6. Juni 1943. Dabei wurde ein ganzes Panzerkorps gegen die Partisanen eingesetzt.

## Planung
Am 27. April erließ Hitler den „Grundlegenden Befehl Nr. 14 für die Bandenbekämpfung“. In ihm wurde festgelegt:

„1. Die Bandenbekämpfung ist als Kampfhandlung, wie jede Frontkampfhandlung, anzusehen, sie ist von der Führungsabteilung der Armeen und Heeresgruppen zu bearbeiten und zu leiten.
2. Alle irgend verfügbaren Kräfte sind zur Bandenbekämpfung einzusetzen.“

Das Unternehmen war als Treibjagd angelegt, in dessen Verlauf die Partisanenverbände von Osten nach Westen gegen das als Sperrlinie besetzte Desna-Ufer getrieben werden sollten.
Wegen des hohen Betriebsstoffverbrauchs musste die Genehmigung des OKW eingeholt werden.

## Kräfteeinsatz
Das Unternehmen wurde vom XXXXVII. Panzerkorps durchgeführt, ihm unterstanden:
- 18. Panzer-Division
- 4. Panzer-Division
- 7. Infanterie-Division
- 10. Infanterie-Division (mot.)
- 292. Infanterie-Division
- 1 ungarische Panzerkompanie
- Panzeraufklärungsabteilung 9
- 1 Bataillon des Regiments Brandenburg
- 1 ungarische leichte Division[5]
- Ostkommando I/767 (einheimische Truppen)[6]
- die Milizen Kaminskis[7]
- Teil des III. Bataillons der Légion des volontaires français contre le bolchévisme[8]
- 1 flämisches Bataillon[9]

Dem standen auf Seite der Partisanen sechs Partisanen-Brigaden mit 6.000 Mann gegenüber.

## Verlauf
Laut Janusz Piekałkiewicz ließ die „heimtückische Kampfart der Partisanen und die Verminung sämtlicher Waldwege mit Holzminen, auf die Minensuchgeräte nicht ansprechen“ das Unternehmen in dem riesigen urwaldähnlichen Waldgebiet zu einem „Himmelfahrtskommando“ werden.
Der Fortgang wurde regelmäßig im Kriegstagebuch (KTB) des Wehrmachtführungsstabes im OKW vermerkt.
Am 23. Mai 1943 vermerkte das KTB z. B.:

„Im Bandenunternehmen ‚Zigeunerbaron’ können, z. T. gegen zähen Feindwiderstand, teilweise weitere Fortschritte gemacht werden.“

Am 25. Mai:

„Im Bandenunternehmen ‚Zigeunerbaron’ wird z. T. gegen hartnäckigen Widerstand weiter Boden gewonnen.“

Und am 27. Mai:

„2. Pz. Armee: Im Unternehmen ‚Zigeunerbaron’ wird stellenweise gegen zähen Feindwiderstand weiter Boden gewonnen“

Laut der Geschichte des Großen Vaterländischen Krieges bombardierten an einzelnen Tagen bis zu 350 Flugzeuge die Partisanen.

## Ergebnis
Die Partisanenbrigaden wurden zerstreut, aber nicht vernichtet. Die restlose Beseitigung der Gefahr für die Nachschubwege konnte nicht einmal vorübergehend erreicht werden. Der Transportchef der Heeresgruppe Mitte Hermann Teske urteilte:

„Trotz der nach internationalen Recht gegen Freischärler mit aller Härte durchgeführten Aktion verringerten sich deren zerstörende Auswirkungen auf die Bahnlinien nur vorübergehend und unwesentlich - ein erster Beweis, daß diesem unsichtbaren Feind selbst mit Masseneinsatz und drakonischen Maßnahmen nicht beizukommen war“

Das Kriegstagebuch des OKW wertete das Unternehmen als Erfolg. Die Eintragung vom 9. Juni 1943 lautet:

„Heeresgruppe Mitte vernichtete bis auf wenige kleine Gruppen Banden in den Wäldern südwestlich Brjansk. Die Beute- und Verlustzahlen geben ein Bild der Stärke sowie der guten Organisation und Versorgung der Banden: 3152 Tote, 569 Überläufer, 15801 evakuierte Zivilisten, 12 schwere Geschütze, 12 leichte Geschütze, 3 Panzer, 14 Pak, 55 Granatwerfer, 28 Panzerbüchsen, 124 MG, 88 MPi, 1130 sonstige Handfeuerwaffen, darunter 175 automatische Gewehre, 1 Funkstation, 10 Funkgeräte, 217 300 Schuß Munition für Handfeuerwaffen aller Art, 2 900 Schuß Artillerie- u. Granatwerfermunition, 2 Flugzeuge, 1 Stabslager mit Druckerei, 2 Reifenlager mit 120 Reifen, 1 Beutelager, 1 Bekleidungslager mit Bekleidung und Ausrüstung für 500 Mann, zahlreiche Fahrzeuge, Protzen, Traktoren, Geschirre, 110 Paar Skier, 183 Schlitten, 207 Lager und 2930 Bunker und Kampfstände wurden zerstört.“

Zusammen mit den anderen Operationen gegen Partisanen beeinflusste das Unternehmen den Verlauf des Unternehmens Zitadelle. Es traten empfindliche Personalverluste ein, die durch den mangelhaft ausgebildeten Ersatz nicht voll ausgeglichen werden konnten. Der Munitionsmangel bei bestimmten Sorten wurde verschärft. Der Angriffsbeginn wurde verschoben.
Die immer wieder behauptete massive Einfluss der Partisanenaktivitäten auf die Vorbereitungen des Unternehmens ist hingegen ein Mythos der sowjetischen Geschichtspropaganda. Der tatsächliche Einfluss auf den Transport auf der Straße und auf den Schienen war minimal, so dass der Verkehr nie ernsthaft gefährdet und so nicht wahrnehmbar gestört wurde. Die sowjetischen Erfolgsmeldungen sind weit übertrieben. So meldeten die Partisanen Ende Juli 1943 die Zerstörung von 5.886 Schienen, die Wehrmacht meldete hingegen nicht einmal 500 Sprengstellen.
Nach sowjetischen Angaben verlor die Wehrmacht 3.000 Soldaten bei den Kämpfen.